# Miejska Górka
Miejska Górka és una ciutat del voivodat de Gran Polònia i del powiat de Rawicz. Es troba a 9 km al nord-est de Rawicz i a 83 km al sud de Poznań, la capitald el voivodat. El 2016 tenia 3.262 habitants.

## Galeria d'imatges

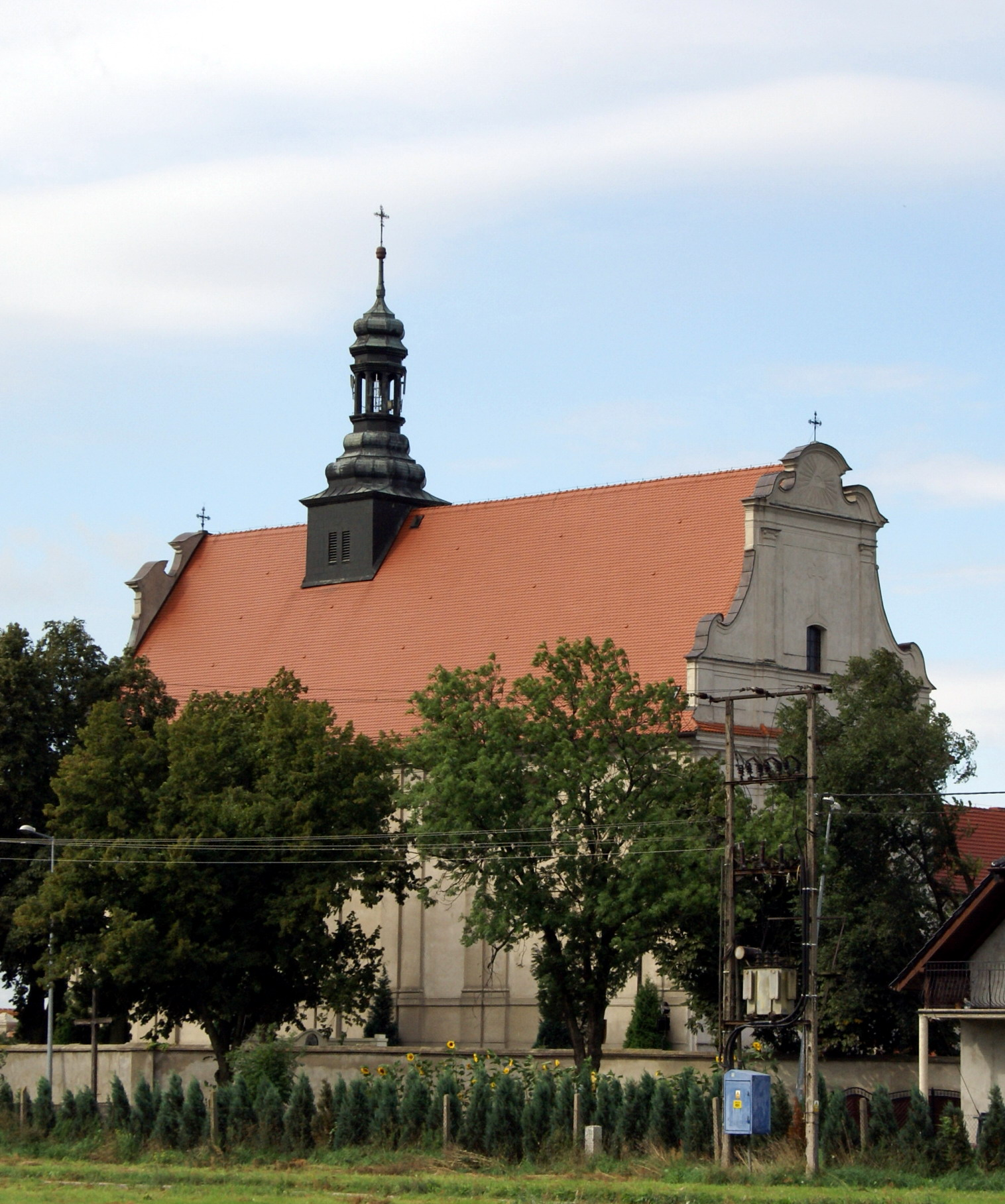
Convent franciscà i l'església de la Santa Creu.
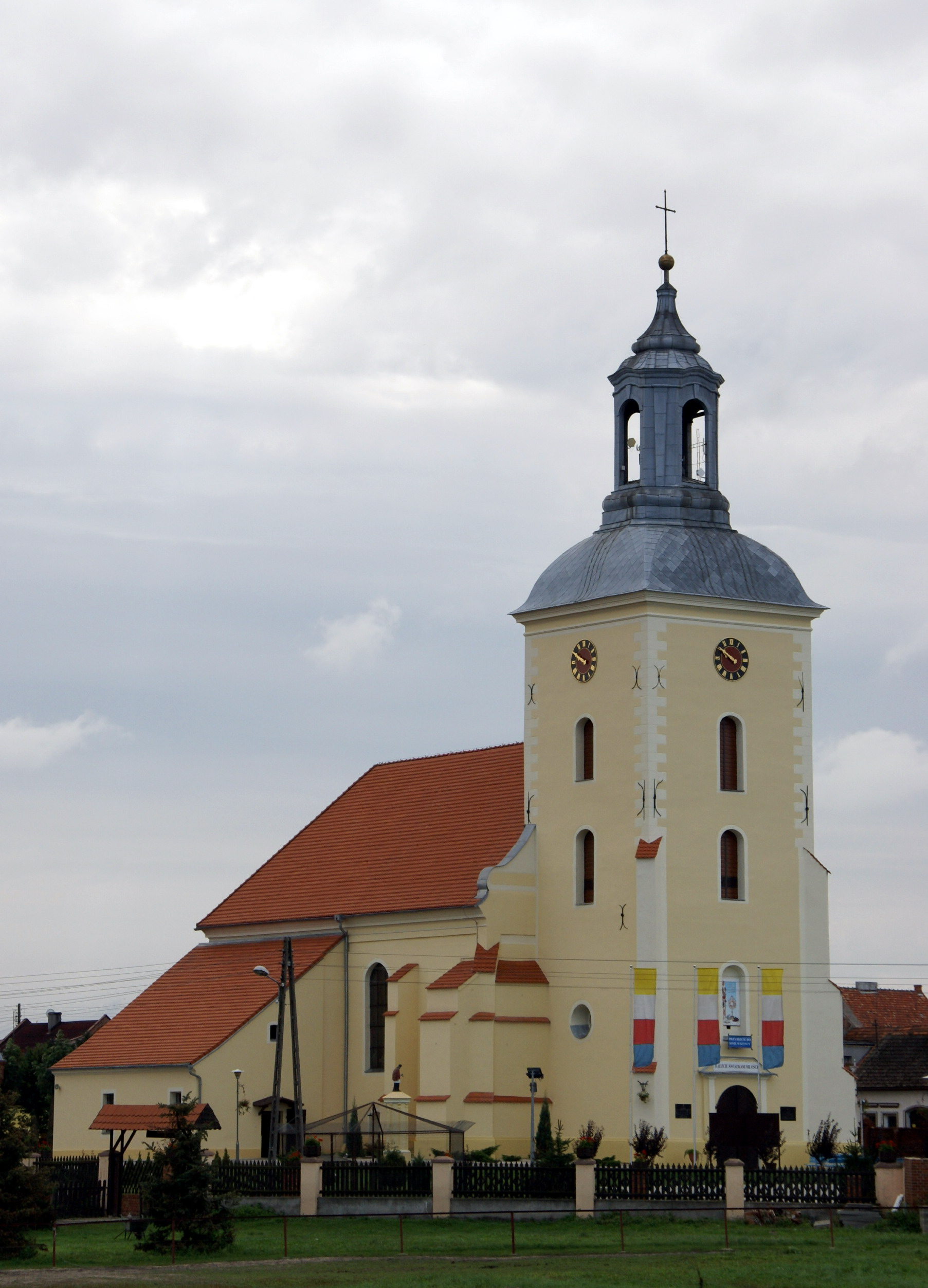
Església parroquial de Sant Nicolau.